# 卢伊特波尔·亚当
卢伊特波尔·亚当（Luitpold Adam，1888-1950）是一位德国画家。
第一次世界大战期间，他是德军官方僱傭的艺术家；第二次世界大战期间，他被希特勒钦点为纳粹战争艺术家项目负责人。1944年时，在亚当手下工作的战争艺术家有80人。